# Annie Skau Berntsen
Annie Skau Berntsen (29. května 1911 – 26. listopadu 1992) byla norská misionářka v Číně.
V mládí byla aktivní marxistka. Po konverzi ke křesťanství přijala povolání k misii v Číně, kde působila v letech 1938–1951. Poté, co se moci v Číně chopili komunisté a vyhnali misionáře, působila v utečeneckém táboře v Hongkongu. V roce 1955 založila nemocnici The Hope of Heaven.